# Trichopachyiulus vossleri
Trichopachyiulus vossleri är en mångfotingart som först beskrevs av Karl Wilhelm Verhoeff 1900.  Trichopachyiulus vossleri ingår i släktet Trichopachyiulus och familjen kejsardubbelfotingar. Inga underarter finns listade i Catalogue of Life.